# Rain Dogs
Rain Dogs é o nono álbum do compositor, cantor e ator norte-americano Tom Waits, lançado em 1985 pela Island Records. Conceituado com um tema urbano, o disco é tido como o segundo da suposta trilogia que ainda inclui Swordfishtrombones e Franks Wild Years.
Até 1999, Rain Dogs foi o mais vendido disco do Waits, sendo passado por Mule Variations.

## Composição e Gravação
O artista refere este nome para aquelas pessoas, que assim como os cães nas ruas, após a chuva lavar seus rastros, perdem a direção de volta para casa.
"People who live outdoors. You know how after the rain you see all these dogs that seem lost, wandering around. The rain washes away all their scent, all their direction. So all the people on the album are knit together, by some corporeal way of sharing pain and discomfort."
"Pessoas que vivem na rua. Você sabe, como depois da chuva você vê todos esses cães que parecem perdidos, andando por aí. A chuva remove todo o odor, toda orientação deles. Então, todas as pessoas no álbum estão entrelaçadas por alguma maneira física de compartilhar essa dor e desconforto."
Waits compôs a maioria do álbum em um período de dois mêses durante o outono de 1984, em um porão na esquina das ruas Washington e Horatio Streets, no distrito de Manhattan, Nova Iorque.
"Kind of a rough area, Lower Manhattan between Canal and 14th street, just about a block from the river [...] It was a good place for me to work. Very quiet, except for the water coming through the pipes every now and then. Sort of like being in a vault."
"Uma área meio bruta, sul de Manhattan, entre a rua Canal e a rua 14th, a um quarteirão do rio [...]. Foi um bom lugar para mim trabalhar. Bem tranquilo, exceto pela água escorrendo através dos canos de vez em quando. Quase como estar em um cofre."
Durante a preparação do álbum, Waits gravou sons da rua e outros ruídos ambientes em fita cassete a fim de obter o som da cidade que viria a ser o tema do disco. Uma vasta seleção de instrumentos foram utilizados para alcançar a sonoriedade do álbum, incluindo marimba, acordeão, contrabaixo, trombone e banjo, demonstrando o leque de diferentes direções musicais contidas em Rain Dogs. Sendo lançado no meio da década de 1980, época que os sintetizadores e técnicas eletrônicas de produção eram novidade e estavam em alta, a obra é notável pelo seu som orgânico e pela maneira que esse som foi alcançado. Waits, comentando sobre sua insegurança com relação as técnicas de gravação moderna da época:
"If I want a sound, I usually feel better if I've chased it and killed it, skinned it and cooked it. Most things you can get with a button nowadays. So if I was trying for a certain drum sound, my engineer would say: "Oh, for Christ's sake, why are we wasting our time? Let's just hit this little cup with a stick here, sample something (take a drum sound from another record) and make it bigger in the mix, don't worry about it." I'd say, "No, I would rather go in the bathroom and hit the door with a piece of two-by-four very hard."
""Se quero um som, geralmente me sinto melhor perseguindo, matando, removendo a pele e cozinhando o mesmo. A maioria das coisas podem ser feitas com um botão hoje em dia. Então, se eu estivesse tentando achar um som de percussão específico, meu engenheiro de som diria: “Oh, pelo amor de Deus, por que estamos perdendo nosso tempo? Vamos simplesmente apertar esse pequeno botão com um pauzinho aqui, samplear algo (tirar uma batida de outra gravação) e adicioná-la na mixagem. Eu diria: “Não, prefiro ir no banheiro e bater na porta com um pedaço de madeira com força.”
Waits também declarou que “se não conseguíamos o som desejado da bateria convencional, nós juntávamos uma cômoda do banheiro e batíamos nela com muita força com um pedaço de madeira” até “os sons se tornarem seus”.
Rain Dogs também é marcado pela primeira colaboração de Waits com o guitarrista Marc Ribot, que ficou impressionado personalidade incomum do artista no estúdio:
"Rain Dogs was my first major label type recording, and I thought everybody made records the way Tom makes records. [...] I've learned since that it's a very original and individual way of producing. I remember one verbal instruction being, "Play it like a midget's bar mitzvah."
"Rain Dogs foi minha primeira contribuição para uma grande gravadora, e pensei que todos faziam discos como Tom faz. [...] Desde então aprendi que ele tem uma maneira bem original e única de produzí-los. [...] Me lembro de uma instrução verbal sendo, "Toque como se estivesse em um bar mitzvah de um anão."
O disco também marca a primeira vez em que Keith Richards gravou com Waits.

## Café Lehmitz
A foto que ilustra o álbum parece, mas não é Waits, que aparentemente viu uma exposição fotográfica do artista sueco Anders Petersen. O fotógrafo achou por volta de 60 um lugar chamado Café Lehmitz em Hamburgo, e lá passou dias e noites por aproximadamente três anos, fotografando os clientes: taxistas, marinheiros de várias partes do mundo, prostitutas, strippers, cafetões dentre outros índividuos que viviam à margem da sociedade Alemã. Com seu trabalho impressionista em retratos perturbadores, Anders Petersen se tornou uma figura conhecida na Europa.
Petersen lançou seu álbum "Café Lehmitz" na Alemanha em 1978 e na França no ano seguinte. A imagem escolhida tem por título "Lily and Rose", a senhora e o rapaz respectivamente, e não parece representar o disco como um todo, embora pode ter servido como inspiração para a canção homônima. Na década de 90, Waits foi para Hamburgo trabalhar na montagem da peça "The Black Rider" com Robert Wilson e William Burroughs, voltando só em 1992 para realizar a peça "Alice". A atração do artista para com a vida boêmia da cidade pode ser sentida nas referências de certos locais em suas músicas. Alguma das imagens do fotógrafo pode ser vista no site Tom Waits Library (ligações externas).

## Lista de faixas
Todas as faixas compostas por Tom Waits, exceto faixa 8, em parceria com Kathleen Brennan.
| N.º            | Título                    | Nota           | Duração |  |
| 1.             | "Singapore"               |                | 2:46    |  |
| 2.             | "Clap Hands"              |                | 3:47    |  |
| 3.             | "Cemetery Polka"          |                | 1:51    |  |
| 4.             | "Jockey Full of Bourbon"  |                | 2:45    |  |
| 5.             | "Tango Till They're Sore" |                | 2:49    |  |
| 6.             | "Big Black Mariah"        |                | 2:44    |  |
| 7.             | "Diamonds & Gold"         |                | 2:31    |  |
| 8.             | "Hang Down Your Head"     |                | 2:32    |  |
| 9.             | "Time"                    |                | 3:55    |  |
| 10.            | "Rain Dogs"               |                | 2:56    |  |
| 11.            | "Midtown"                 | Instrumental   | 1:00    |  |
| 12.            | "9th & Hennepin"          |                | 1:58    |  |
| 13.            | "Gun Street Girl"         |                | 4:37    |  |
| 14.            | "Union Square"            |                | 2:24    |  |
| 15.            | "Blind Love"              |                | 4:18    |  |
| 16.            | "Walking Spanish"         |                | 3:05    |  |
| 17.            | "Downtown Train"          |                | 3:53    |  |
| 18.            | "Bride of Rain Dogs"      | Instrumental   | 1:07    |  |
| 19.            | "Anywhere I Lay My Head"  |                | 2:48    |  |
| Duração total: | Duração total:            | Duração total: | 53:46   |  |

## Músicos
- Tom Waits – Vocals (1-10, 12-17, 19), Guitarra (2, 4, 6, 8-10, 15-17), Farfisa Organ (3, 19), Piano (5, 12), Pump Organ (8), Banjo (13), Harmonium (18)
- Michael Blair - Percussão (1-4, 7, 8, 13, 17), Marimba (2, 7, 10, 12), Congas (4), Bateria (8, 14, 18), Metal Percussion (12), Bowed Saw (12), Parade Drum (19)
- Stephen Taylor Arvizu Hodges - Bateria (1, 2, 4, 6, 10, 11, 15, 16), Parade Drums (3)
- Larry Taylor - Double Bass (1, 3, 4, 6, 8-10, 15), Baixo (7, 11, 14, 16)
- Marc Ribot - Guitar (1-4, 7, 8), Lead Guitar (10)
- Chris Spedding- Guitar (1)
- Hollywood Paul Litteral - Trumpet (1, 11, 19)
- Ony Garnier - Double Bass (2)
- Robert Previte - Percussão (2), Marimba (2)
- William Schimmel - Accordion (3, 9, 10)
- Bob Funk - Trombone (3, 5, 10, 11, 19)
- Ralph Carney - Baritone Sax (4, 14), Sax (11, 18), Clarinet (12)
- Greg Cohen - Double Bass (5, 12, 13)
- Keith Richards - Guitar (6, 14, 15), Backing Vocals (15)
- Robert Musso - Banjo (7)
- Arno Hecht - Tenor Sax (11, 19)
- Crispin Cioe - Sax (11, 19)
- Robert Quine - Guitar (15, 17)
- Ross Levinson - Violins (15)
- John Lurie - Alto Sax (16)
- G.E. Smith - Guitar (17)
- Mickey Curry - Bateria (17)
- Tony Levin - Baixo (17)
- Robert Kilgore - Organ (17)

## Covers
- "Downtown Train" na voz de Rod Stewart em 1989.
- Bob Seger com "Blind Love" no disco The Fire Inside (1998).
- Tori Amos em "Time" no seu disco Strange Little Girls (2001).
- No DVD If We Could Only See Us Now (2005) de Thrice, Dustin Kensrue faz uma versão acústica de "Tango Till They're Sore".
- Bomb the Music Industry! incluiu um cover de "Anywhere I Lay My Head" no álbum de 2006 Goodbye Cool World.
- "Anywhere I Lay My Head" é o nome do disco de covers do Tom Waits, gravado pela atriz Scarlett Johansson em 2008.